# Leichtathletik-Europameisterschaften 1938/Weitsprung der Männer

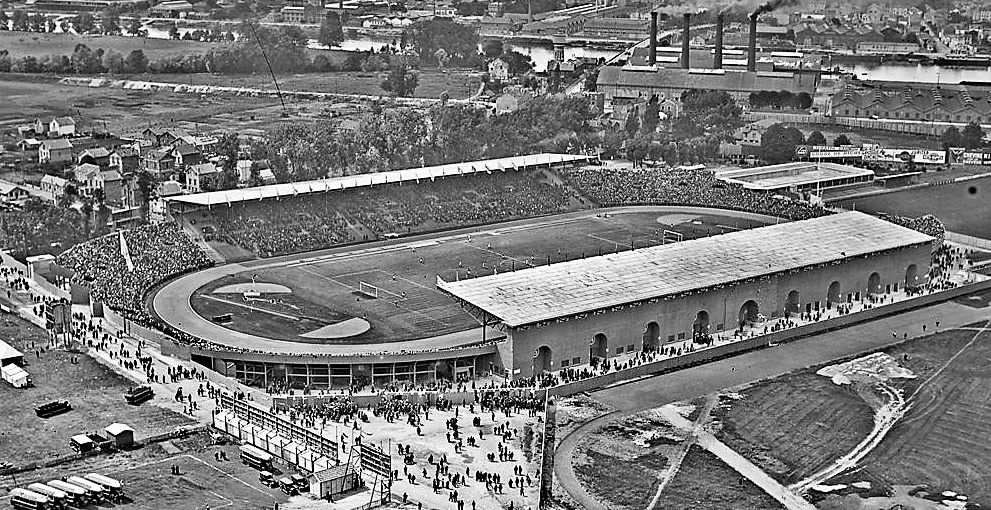
Olympiastadion in Paris 1924

Der Weitsprung der Männer bei den Leichtathletik-Europameisterschaften 1938 wurde am 3. September 1938 im Stade Olympique der französischen Hauptstadt Paris ausgetragen.
Mit Gold und Bronze gewannen deutsche Weitspringer zwei Medaillen in diesem Wettbewerb. Europameister wurde Titelverteidiger Wilhelm Leichum. Platz zwei belegte der Italiener Arturo Maffei. Luz Long gewann Bronze.

## Rekorde

### Bestehende Rekorde
| Weltrekord           | 8,13 m | Jesse Owens     | Ann Arbor, USA          | 25. Mai 1935      |
| Europarekord         | 7,90 m | Luz Long        | Berlin, Deutsches Reich | 1. August 1937    |
| Meisterschaftsrekord | 7,45 m | Wilhelm Leichum | EM Turin, Italien       | 8. September 1934 |

### Rekordverbesserung
Der deutsche Europameister Wilhelm Leichum verbesserte seinen eigenen EM-Rekord um zwanzig Zentimeter auf 7,65 Meter. Zum Europarekord fehlten ihm damit 25, zum Weltrekord 48 Zentimeter.

## Durchführung
In den Quellenangaben (europäischer Leichtathletikverband EAA sowie bei todor66) mit dem Weitsprung-Resultat findet sich nur jeweils eine Ergebnisliste mit dem Finalresultat für alle Teilnehmer. Eine Qualifikation wird dort nicht aufgeführt. Demnach sind alle dreizehn Wettkämpfer gemeinsam in einer Gruppe zum Finale angetreten. Wie viele Versuche den Athleten zur Verfügung standen und ob es nach der dritten Runde, wie damals zum Beispiel bei Olympischen Spielen üblich, mit den besten sechs Springern in ein Finale mit drei weiteren Durchgängen ging, wird nicht klar.
Bei den Olympischen Spielen in dieser Zeit war es in den Sprung- und Wurfdisziplinen übliche Praxis, zunächst am Morgen des Wettkampftages eine Qualifikationsrunde durchzuführen, wenn die Zahl der Teilnehmer nicht zu gering war. Diese Vorausscheidung wurde in zwei Gruppen ausgetragen. Das Finale fand dann mit den dafür qualifizierten Sportlern in aller Regel am Nachmittag desselben Tages statt.

## Finale

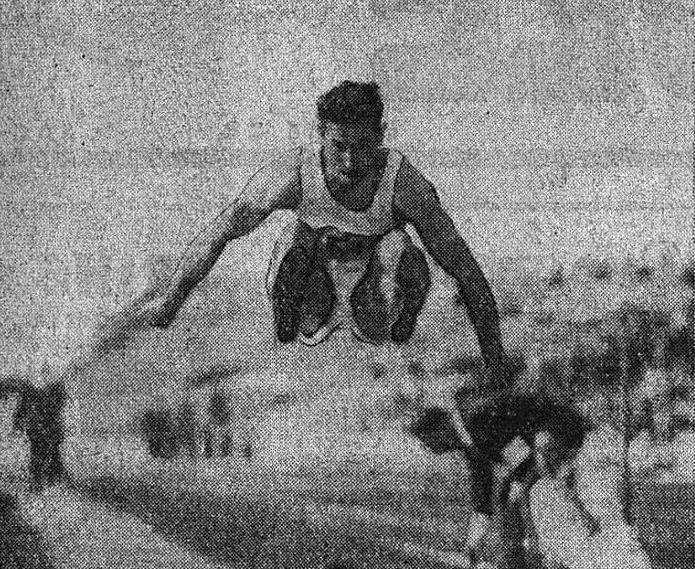
Wilhelm Leichum wiederholte seinen Erfolg von 1934 und stellte mit 7,65 m
einen neuen EM-Rekord auf

5. September 1938, 15.15 Uhr
| Platz | Name                | Nation             | Weite (m) |
| ----- | ------------------- | ------------------ | --------- |
| 1     | Wilhelm Leichum     | Deutsches Reich    | 7,65 CR   |
| 2     | Arturo Maffei       | Königreich Italien | 7,61      |
| 3     | Luz Long            | Deutsches Reich    | 7,56      |
| 4     | István Gyuricza     | Ungarn             | 7,27      |
| 5     | Ruudi Toomsalu      | Estland            | 7,27      |
| 6     | William Breach      | Großbritannien     | 7,16      |
| 7     | Jean Studer         | Schweiz            | 7,14      |
| 8     | Jean Baudry         | Frankreich         | 7,11      |
| 9     | François Mersch     | Luxemburg          | 7,05      |
| 10    | Robert Joanblancq   | Frankreich         | 7,04      |
| 11    | Åke Stenqvist       | Schweden           | 7,01      |
| 12    | Grigorios Lambrakis | Griechenland       | 6,94      |
| 13    | Vilmos Vermes       | Ungarn             | 6,82      |

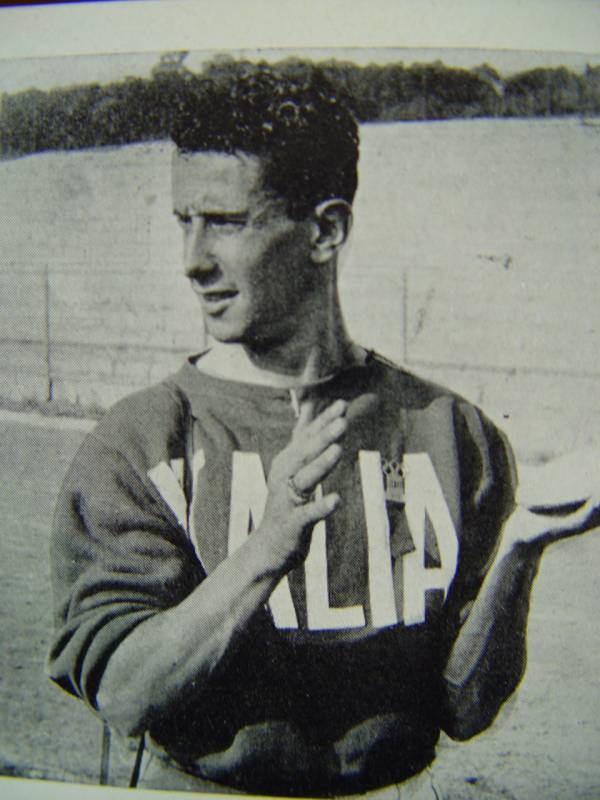
Vizeeuropameister Arturo Maffei
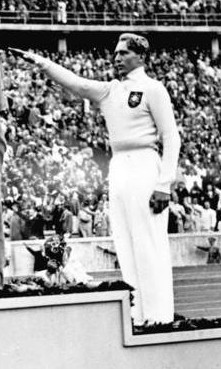
Nach Silber bei den Olympischen Spielen 1936 (auf dem Foto bei der Siegerehrung 1936) nun Bronze für Luz Long
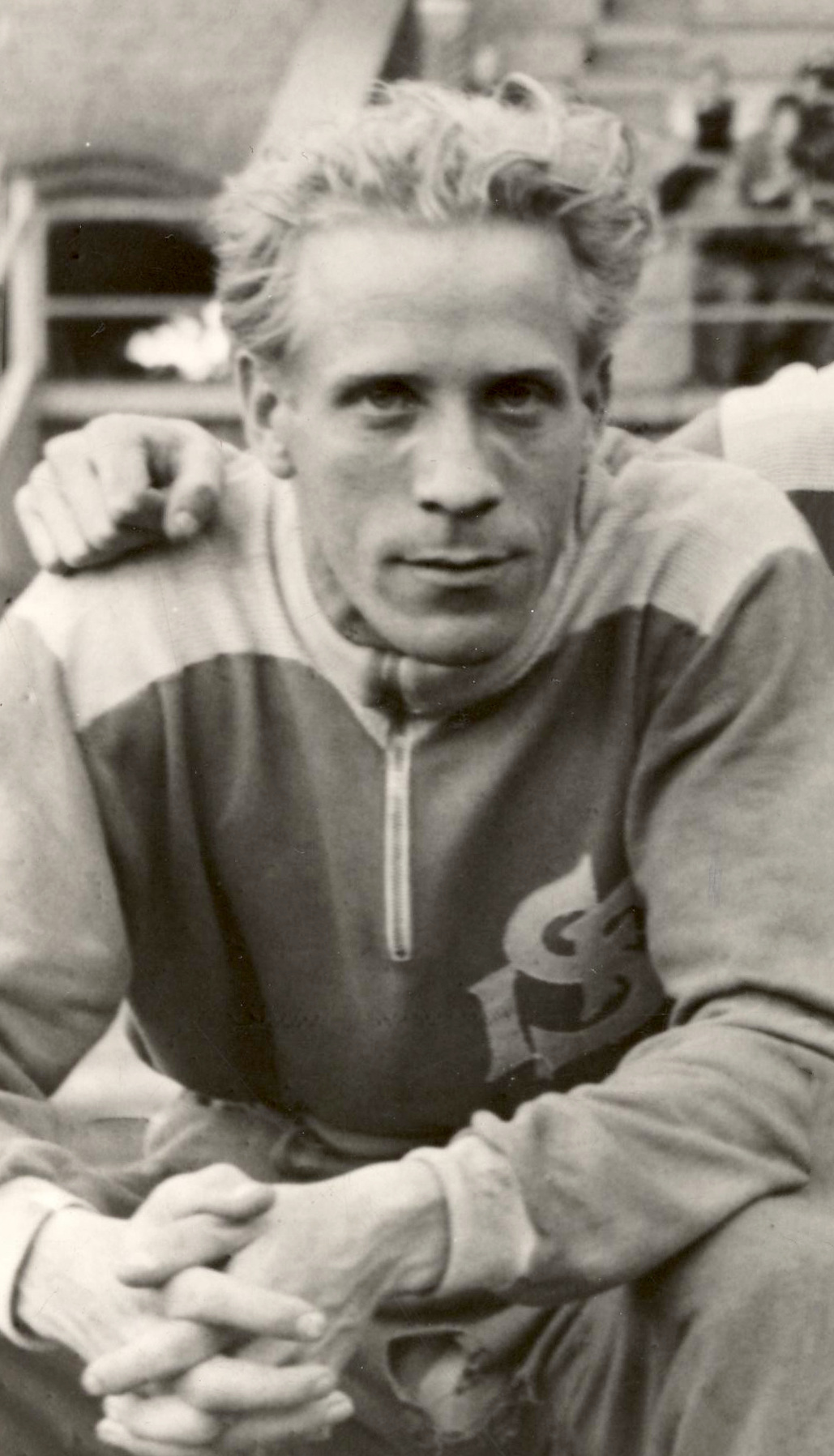
Åke Stenqvist belegte Rang elf